# Przywilej kruszwicki
Przywilej kruszwicki – umowa zawarta jakoby 16 czerwca 1230 r. między księciem Konradem I mazowieckim a Zakonem Krzyżackim, w której to książę przekazać miał Krzyżakom Ziemię Chełmińską i wszystkie przyległe tereny, które w przyszłości miałyby zostać podbite przez Zakon poza granicami Polski.
Oryginał dokumentu nie zachował się, stąd jego prawdziwość jest w historiografii, szczególnie polskiej, podważana. Od XX wieku historycy polscy uważają go za falsyfikat sporządzony przez zakon krzyżacki, niemieccy natomiast za dokument autentyczny.